# Nierembergia aristata
Nierembergia aristata és una espècie de planta verinosa dins la família solanàcia. És planta nativa d'Amèrica del Sud, al Brasil, Paraguai, Uruguai i Argentina.
A Espanya figura dins la llista de plantes de venda regulada

## Descripció
Nierembergia arista és una planta prostrada que arriba a fer 20 cm d'alt. Les fulles fan 10-42 mm de llargada i 1-5 mm d'amplada, són glabres linears, d'el·líptiques ovades.
Les flors són de color porpra.

## Toxicitat
Mostra citotoxicitat que s'ha utilitzat contra el càncer. Conté compostos cardenòlids.